# Comuna Fundata, Brașov
Fundata este o comună în județul Brașov, Transilvania, România, formată din satele Fundata (reședința), Fundățica și Șirnea.

## Demografie
Componența etnică a comunei Fundata
     Români (95,75%)
     Alte etnii (0,59%)
     Necunoscută (3,66%)
Componența confesională a comunei Fundata
     Ortodocși (94,73%)
     Alte religii (0,88%)
     Necunoscută (4,39%)
Conform recensământului efectuat în 2021, populația comunei Fundata se ridică la 683 de locuitori, în scădere față de recensământul anterior din 2011, când fuseseră înregistrați 852 de locuitori. Majoritatea locuitorilor sunt români (95,75%), iar pentru 3,66% nu se cunoaște apartenența etnică. Din punct de vedere confesional, majoritatea locuitorilor sunt ortodocși (94,73%), iar pentru 4,39% nu se cunoaște apartenența confesională.

## Politică și administrație
Comuna Fundata este administrată de un primar și un consiliu local compus din 9 consilieri. Primarul, Marian-Florin Pâtea[*], de la Partidul Național Liberal, este în funcție din 2008. Începând cu alegerile locale din 2024, consiliul local are următoarea componență pe partide politice:
|  | Partid                          | Consilieri | Componența Consiliului | Componența Consiliului | Componența Consiliului | Componența Consiliului | Componența Consiliului | Componența Consiliului |
|  | ------------------------------- | ---------- | ---------------------- | ---------------------- | ---------------------- | ---------------------- | ---------------------- | ---------------------- |
|  | Partidul Național Liberal       | 6          |                        |                        |                        |                        |                        |                        |
|  | Partidul Social Democrat        | 2          |                        |                        |                        |                        |                        |                        |
|  | Alianța pentru Unirea Românilor | 1          |                        |                        |                        |                        |                        |                        |

## Primarii comunei
- 1996[7] - 2000 - Gărbacea Moise, de la USD
- 2000[8] - 2004 - Gărbacea Moise, de la APR
- 2004[9] - 2008 - Gărbacea Moise, de la PD
- 2008[10] - 2012 - Pâtea Marin Florin, de la PNL
- 2012[11] - 2016 - Pâtea Marin Florin, de la PNL
- 2016[12] - 2020 - Pâtea Marin Florin, de la PNL
- 2020[13] - 2024 - Pâtea Marin Florin, de la PNL

## Personalități născute aici
- Radu G. Țeposu (1954 - 1999), critic literar, eseist și cronicar literar.
- Silvia Popovici (1933 - 1993), actriță, decorată cu Ordinul Meritul Cultural